# Haploblepharus kistnasamyi
Haploblepharus kistnasamyi é uma espécie de tubarão-gato.

## Distribuição e habitat
A distribuição do shyshark de Natal é restrita às águas do KwaZulu-Natal e provavelmente também às províncias do Cabo Ocidental e do Cabo Oriental da África do Sul.

## Descrição
O shyshark natal é muito semelhante ao shyshark puffadder.